# Schäfergarten
Einen Schäfergarten anstelle der Weihnachtskrippe aufzustellen und zu schmücken, zählte zu den vorweihnachtlichen Bräuchen in einigen evangelischen Regionen Bayerns. Gelegentlich ist auch der Name Weihnachtsgarten zu finden.
Das Aufstellen des Schäfergartens war eng mit dem häuslichen Weihnachtsgeschehen verbunden; aufgebaut wurde er zeitgleich mit dem Christbaum, abgebaut ebenfalls in der Zeit um den Dreikönigstag.
Das wichtigste Unterscheidungsmerkmal zur Weihnachtskrippe ist das Fehlen jeglichen Hinweises auf die Geburt Christi beim Schäfergarten. Es gibt weder den Stall zu Bethlehem, noch das Christuskind in der Krippe noch Maria und Josef.

## Ausgestaltung
Schäfergärten gibt es in den unterschiedlichsten Größen, von Tisch- bis Zimmergröße. Sie sind meist von einem Staketenzaun umgeben. Im Sechsämterland wurde der Schäfergarten mit Moos ausgelegt und mit Häuschen, Pavillons und oft noch mit funktionierenden Springbrunnen bestückt. Dazwischen wurden Schafe mit ihren Hirten, Hunde und weitere Tiere gestellt. 
Die Figuren waren entweder aus Holz geschnitzt oder aus Ton geformt. Deshalb vermuten Volkskundler, dass die Tonfiguren ebenso wie die Figuren der Weihnachtskrippen oft von Marktredwitzer Töpfern stammten.

## Geschichte
Im Sechsämterland, ebenso wie im benachbarten Ascher Ländchen, gab es ab der Mitte des 18. Jahrhunderts den Brauch, einen Schäfergarten aufzustellen.
Wunsiedel kannte, trotz unmittelbarere Nachbarschaft zu Marktredwitz, die Weihnachtskrippe nicht. Auch im übrigen Sechsämterland und in der gesamten Grafschaft Bayreuth gab es weder öffentliche noch private Krippen. Das lag an der Konfession der Bewohner, die zum allergrößten Teil evangelisch waren.

## Regionale Besonderheiten
Größere Schäfergärten wurden ebenso wie die Marktredwitzer Landschaftskrippen als Landschaften mit Steinen, Rindenstücke, Bäumchen und Moos gestaltet. Auch die Gebäude wurden wie dort oft im alpenländischen Stil gehalten, ebenso wie die Figuren in der oberbayerischen Tracht.
Aus dem Arzberger Raum ist bekannt, dass inmitten des Schäfergartens der Weihnachtsbaum aufgestellt worden ist.